# Mogilica (województwo zachodniopomorskie)
Mogilica (niem. Neuhof) – osada w Polsce położona w województwie zachodniopomorskim, w powiecie stargardzkim, w gminie Dolice, położona 4 km na wschód od Dolic (siedziby gminy) i 21 km na południowy wschód od Stargardu (siedziby powiatu).
W latach 1975–1998 miejscowość położona była w województwie szczecińskim.

## Zabytki
- park dworski, pozostałość po dworze[4].